# Karabin maszynowy M37
M37 – amerykański czołgowy karabin maszynowy.
Podczas drugiej wojny światowej podstawowym karabinem maszynowym montowanym w amerykańskich czołgach był karabin maszynowy M1919A4. Po wojnie zdecydowano się wprowadzić do uzbrojenia US Army nowy czołgowy karabin maszynowy, lepiej przystosowany do montażu we wnętrzu pojazdów pancernych. Nowa broń była modyfikacją Browninga M1919A4. Dzięki zmianie konstrukcji donośnika możliwe się stało zasilanie broni z dowolnej strony (Browning M1919 mógł być zasilany tylko z prawej strony).
Karabin maszynowy M37 został przyjęty do uzbrojenia w 1953 roku. Pod koniec lat 50. podjęto próbę przystosowania karabinu M37 do zasilania nabojem 7,62 mm NATO. Wersja zasilana nowym nabojem otrzymała oznaczenie M37C. Pomimo opracowania wersji zasilanej standardowym nabojem NATO już w 1959 roku rozpoczął się proces zastępowania karabinów maszynowych M37 nowymi M73.
Po wymontowaniu z czołgu M37 mógł być montowany na podstawie trójnożnej M2 i używany jako ckm. Stosowano go także jako broń lotniczą, montowaną na pokładzie śmigłowców Bell OH-13 Sioux i Hiller OH-23 Raven.

## Opis konstrukcyjny
M37 był bronią samoczynną. Zasada działania oparta na krótkim odrzucie lufy, ryglowanie ryglem wahliwym. Strzelanie tylko ogniem ciągłym. Zasilanie taśmowe, obustronne. Lufa niewymienna, ciężka, chłodzona powietrzem w walcowej, perforowanej osłonie zakończonej odrzutnikiem. M37 był wyposażony w elektrospust.